# Hemmpendel

Hemmpendel (Galileisches Hemmungspendel).

Das Hemmpendel (auch Galileisches Hemmungspendel, benannt nach Galileo Galilei) ist ein Sonderfall des Fadenpendels. Bei kleinen Auslenkungen beträgt die Schwingungsdauer des Fadenpendels
{\displaystyle T=2\pi {\sqrt {\frac {l}{g}}}},
wobei {\displaystyle l} die Länge des Pendels und {\displaystyle g} die Schwerebeschleunigung ist.
Beim Hemmpendel befindet sich im Abstand {\displaystyle a} senkrecht unter dem Aufhängepunkt ein Stift, gegen den der Faden des Pendels trifft, wenn das Pendel, etwa von rechts, durch den tiefsten Punkt (die Gleichgewichtslage) schwingt. Dadurch entsteht links ein Pendel mit der Länge {\displaystyle l-a}.
Wegen des Energieerhaltungssatzes schwingt das Pendel auf der linken Seite genau so hoch wie auf der rechten Seite. Und wenn es zurück schwingt, hat sich seine potentielle Energie beim Durchgang durch die Gleichgewichtslage vollständig in kinetische Energie umgewandelt. Das Pendel schwingt also auf der rechten Seite so weiter, als wäre es nicht abgeknickt worden. Die Gesamtschwingungsdauer {\displaystyle T} ergibt sich dann aus der Summe der Hälften der beiden Teilschwingungsdauern:
{\displaystyle T\,=\,{\frac {T_{1}}{2}}+{\frac {T_{2}}{2}}\,=\,{\frac {\pi }{\sqrt {g}}}\,\left({\sqrt {l}}+{\sqrt {l-a}}\right)}
Fazit: Der Stift hemmt das räumliche Ausholen der Bewegung ohne kinetische Energie zu verzehren. Die auf der gehemmten Seite kürzere Bahn wird mit in jeder Höhenlage gleicher Translationsgeschwindigkeit durchlaufen wie die ausholendere Bahn auf der ungehemmten Seite und ist daher zeitlich früher am oberen Umkehrpunkt, was die Schwingungsdauer verkürzt. Ein starres Pendel würde jedoch an einem starren Hindernis brechen oder knicken. Vgl. Bestimmung der Kerbschlagzähigkeit mit einem Pendel mit zu testender Materialprobe, die im Versuch verformt wird.
Die gezeigte Zeichnung weist einen Hemmstift auf, der tiefer liegt als die Umkehrpunkte (Pendelendlagen). Das Pendel schwingt daher auf der gehemmten Seite höher als der Hemmstift. Ein Zurückschwingen der Pendelkugel auf identer Bahn ist deshalb nicht möglich. Die Kugel wird um den linken Umkehrpunkt eine Schleife beschreiben, sich von innen der Hinpendelbahn annähern und mit einem Ruck wieder auf diese gelangen. Dabei wird ein Teil des Impulses und der Energie schlagartig aufgebraucht, die rechte Endlage kann daher nicht mehr erreicht werden. Erlebbar ist dieser Ruck beim Schaukeln als Mensch auf einer Schaukel mit zwei Seilen, real schon bevor die Endlagen die Höhe der Aufhängung erreichen, kurz nach Erreichen des Umkehrpunktes.